# Rathausplatz (Augsburg)

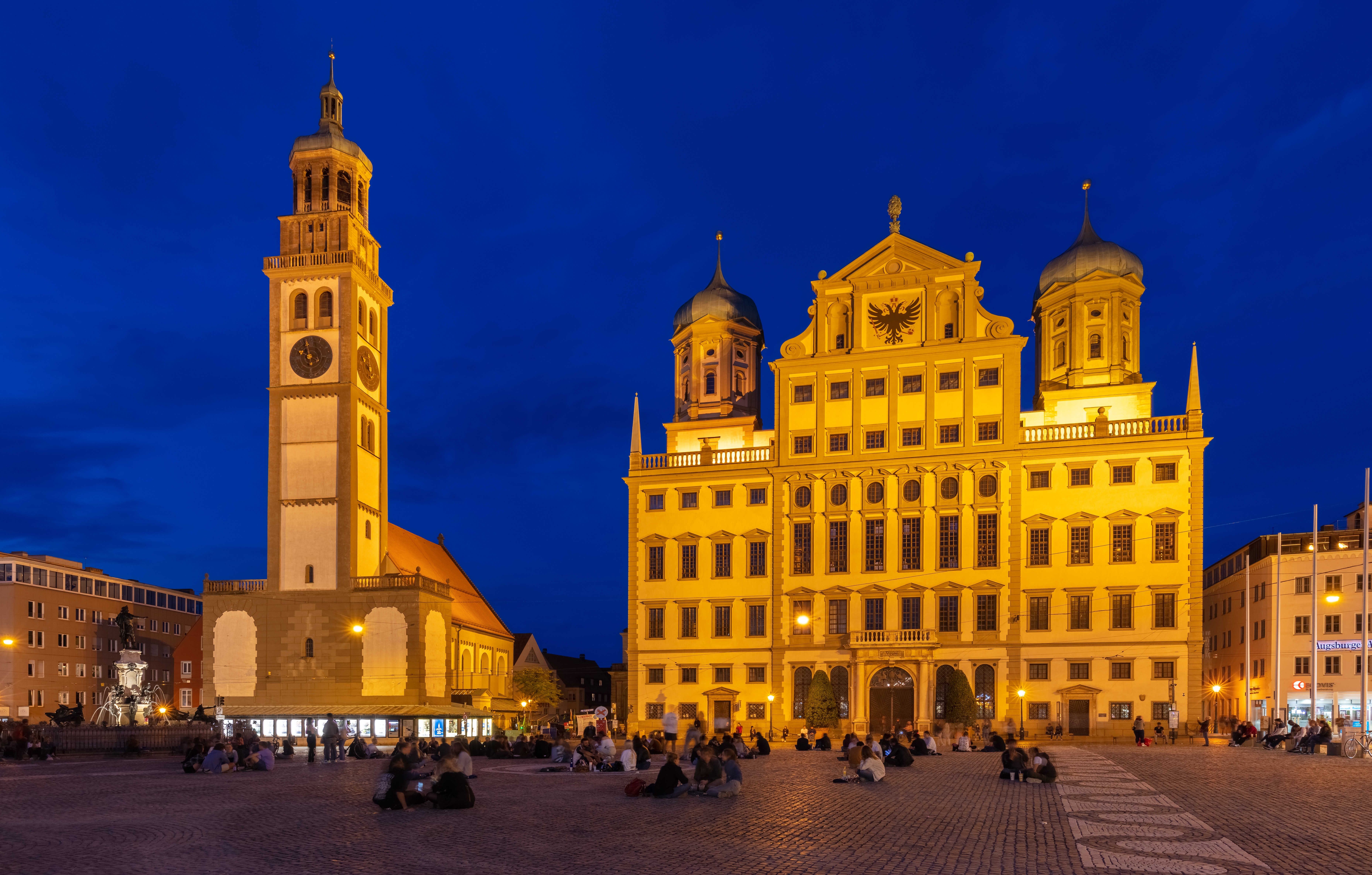
Der Rathausplatz mit dem Augustusbrunnen, dem Perlachturm und dem Rathaus am Abend

Der Augsburger Rathausplatz ist der Platz vor dem Rathaus im Zentrum Augsburgs. Hier werden häufig Kundgebungen, Demonstrationen oder andere Veranstaltungen durchgeführt.

## Lage
Der Rathausplatz liegt im Herzen Augsburgs im Bezirk Innenstadt und wird von der Maximilianstraße im Osten und der Philippine-Welser-Straße (früher an dieser Stelle „Heumarkt“ genannt) im Westen gesäumt. Außerdem münden die Straßen „Eisenberg“, „Fischmarkt“, „Steingasse“ und „Unter dem Bogen“ in den Rathausplatz.
Der ungefähr 80 × 80 m große Platz hat eine unregelmäßige Form, die einem Viertelkreis ähnelt. Er ist auf allen Seiten von Gebäuden umgeben. Besonders prägnant sind dabei im Osten das Augsburger Rathaus und der Perlachturm sowie im Süden das ehemalige Polizeigebäude (heute Verwaltungsgebäude der Stadt). Im Nordosten des Platzes befindet sich der Augustusbrunnen.

## Geschichte

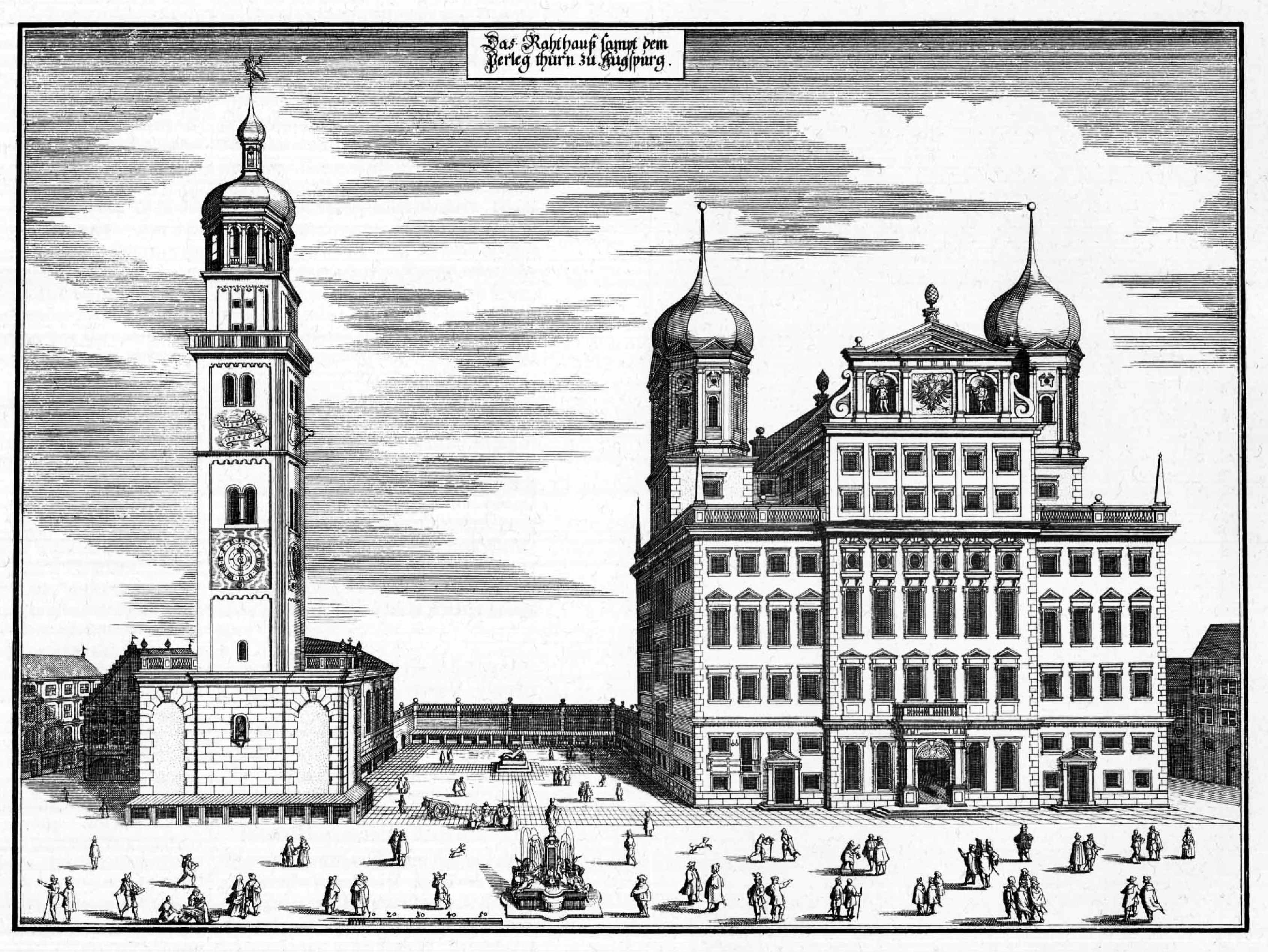
Auf diesem Stich von Matthäus Merian dem Älteren (Mitte des 17. Jahrhunderts) sieht es aus, als sei im Vordergrund der heutige Rathausplatz dargestellt. In Wirklichkeit ist die künstlerische Perspektive in dieser Hinsicht irreführend.

Ludwigsplatz und Augsburger Börse (Gebäude Nr. 214) auf einer historischen Flurkarte (Bayerische Uraufnahme, zwischen 1828 und 1864)

Der Rathausplatz in seiner heutigen Größe und Lage wurde erst im 20. Jahrhundert geschaffen und ist ein Produkt von Kriegszerstörungen. Anfangs war der Platz erheblich kleiner und beschränkte sich auf den nördlichen Flächenteil des heutigen Platzes. Dort befanden sich im Mittelalter Verkaufsstände für Butter, Geflügel und Eier. Aus diesem Grund trug der Platz zuerst den Namen Eiermarkt. Von 1588 bis 1594 ließ die Stadt in der Mitte des Eiermarktes den Augustusbrunnen errichten.
Im Jahre 1806 gab die Stadt der Platzfläche den Namen Ludwigsplatz und erinnerte damit an den bayerischen König Ludwig. In der Bevölkerung wurde er jedoch häufig weiterhin Eiermarkt genannt. Das war selbst dann noch der Fall, als die Marktstände längst in den 1930 neu eröffneten Stadtmarkt umgezogen waren.
Auf dem südlichen Teil des heutigen Rathausplatzes befanden sich ursprünglich etwa ein halbes Dutzend Gebäude, unter anderem die Augsburger Börse. In der Augsburger Bombennacht vom 25. auf den 26. Februar 1944 erlitt der Gebäudekomplex schwere Schäden und brannte vollständig aus. Bis 1949 erfolgte der Rückbau der Ruine, wobei das Erdgeschoss zunächst erhalten blieb.
Anfang der 1960er Jahre entfernte man auch die letzten Überreste des einstigen Börsengebäudes. Der Stadtrat hatte zu dieser Zeit bereits den Plänen der Stadtsparkasse Augsburg zugestimmt, am ehemaligen Standort der Börse unter dem Titel „Projekt L“ einen Neubau ihrer Hauptstelle zu errichten.
Die nunmehr freie Sicht auf die westliche Rathausfassade in ihrer ganzen Breite begeisterte jedoch eine Reihe von Augsburger Bürgern, die in einer Bürgerinitiative einen unbebauten Rathausplatz forderten. Die breite Zustimmung der Bürger und die publizistische Begleitung der Idee in der Lokalpresse mündeten in eine Bürgerabstimmung, bei der sich 55.348 der insgesamt 56.707 beteiligten Augsburger für einen freien Rathausplatz aussprachen. Am 14. Februar 1962 beschloss der Stadtrat einstimmig, das „Projekt L“ fallen zu lassen. Die bereits ausgehobene Baugrube wurde wieder eingeebnet, das Gelände dem Rathausplatz zugeschlagen. Auch das „Kanzleigäßchen“, das einst Maximilian- und Philippine-Welser-Straße verband und zwischen der Börse und dem städtischen Verwaltungsgebäude verlief, ist seitdem Teil des neuen Rathausplatzes. Im Jahre 1972 fand dann die offizielle Umbenennung in Rathausplatz statt.

## Der Rathausplatz heute
Der Rathausplatz ist heutzutage ein beliebter Treffpunkt für die Bürger der Stadt und dient außerdem als Startpunkt für die meisten Touristenrundgänge. An den Seiten des Platzes haben sich einige Straßencafés angesiedelt, die an sonnigen Tagen gut besucht sind. Außerdem befinden sich hier öffentliche Sanitäranlagen, ein Kiosk und mehrere Läden.

## Veranstaltungen
Alljährlich am 8. August finden auf dem Rathausplatz die Feierlichkeiten zum Hohen Friedensfest, einem gesetzlichen Feiertag in Augsburg. In der Woche um den 29. September wird vor allem von Kindern das Turamichele-Fest vor dem Perlachturm gefeiert. Der Platz ist die Heimat eines der ältesten  Weihnachtsmärkte Deutschlands, des Augsburger Christkindlesmarktes. Hier zieht an den vier Adventswochenenden das „Engelesspiel“ auf dem Balkon des Rathauses tausende Besucher in seinen Bann.

## Verkehr

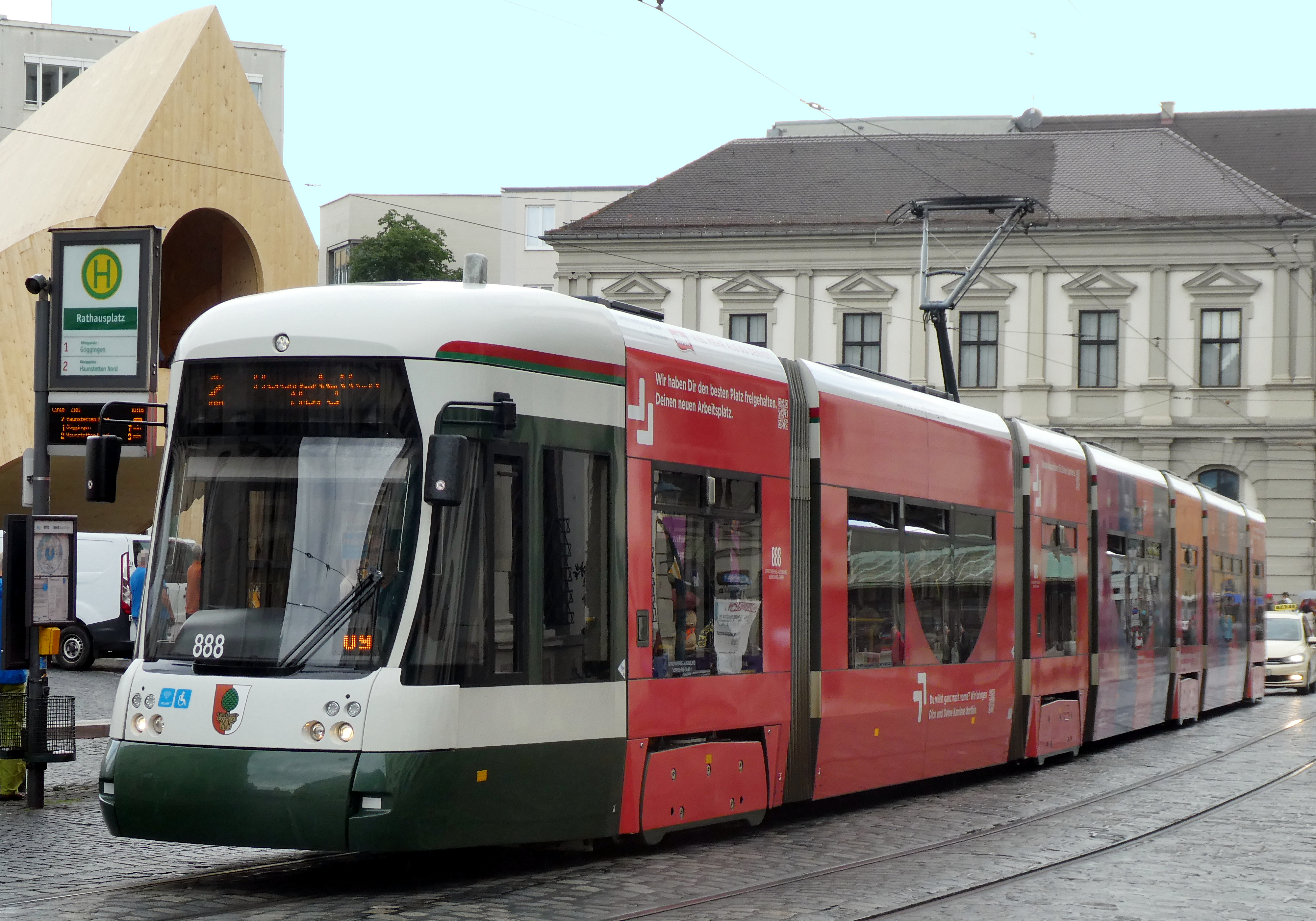
Straßenbahnhaltestelle Rathausplatz

Der Rathausplatz ist Teil einer ausgedehnten Fußgängerzone im Augsburger Zentrum und wird deshalb nur von Zulieferfahrzeugen der anliegenden Geschäfte befahren. Am östlichen Ende befindet sich die AVG-Haltestelle „Rathausplatz“, die von den Straßenbahnlinien 1 und 2 jeweils im Viertelstundentakt bedient wird und damit eine exzellente Anbindung an den öffentlichen Personennahverkehr besitzt (siehe dazu: Straßenbahn Augsburg).

## Sehenswürdigkeiten
- Augustusbrunnen – einer der drei Augsburger Prachtbrunnen
- Rathaus – bedeutendster Profanbau der Renaissance nördlich der Alpen, Wahrzeichen der Stadt Augsburg und mit 57 m bis 1917 das höchste Gebäude Deutschlands
- Perlachturm – 70 m hoher, von Elias Holl umgestalteter Wachturm, heute ein Aussichtsturm
- Perlachkirche bzw. St. Peter am Perlach – eine im romanischen Stil erbaute Hallenkirche mit dem Wallfahrtsbild Maria Knotenlöserin
- Neuer Bau – ein 1614 von Elias Holl errichtetes Gebäude am Nordrand des Rathausplatzes